# Тапероа (Параиба)
Тапероа (порт. Taperoá) — муниципалитет в Бразилии, входит в штат Параиба. Составная часть мезорегиона Борборема. Входит в экономико-статистический  микрорегион Карири-Осидентал. Население составляет 14 715 человек на 2007 год. Занимает площадь 610 км².

## Статистика
- Валовой внутренний продукт на 2004 год составляет 31 131 000,00 реалов (данные: Бразильский институт географии и статистики).
- Валовой внутренний продукт на душу населения на 2004 год составляет 2294,00 реалов (данные: Бразильский институт географии и статистики).
- Индекс развития человеческого потенциала на 2000 год составляет 0,575 (данные: Программа развития ООН).